# Siro carpaticus
Espèce
Siro carpaticus est une espèce d'opilions cyphophthalmes de la famille des Sironidae.

## Distribution
Cette espèce se rencontre dans les Carpates en Pologne et en Slovaquie.

## Description
Le mâle holotype mesure 1,53 mm

## Étymologie
Son nom d'espèce lui a été donné en référence au lieu de sa découverte, les Carpates.

## Publication originale
- Rafalski, 1956 : « Opis Siro carpaticus sp. n. wraz zuwagami o morfologii i systematyce Cyphophthalmi (Opiliones). » Sprawozdania Poznańskiego Towarzystwa Przyjaciół Nauk, vol. 1, p. 49–52.